# Rodolfo Vieira
Rodolfo Vieira Srour (Río de Janeiro, Brasil, 25 de septiembre de 1989) es un artista marcial mixto brasileño que actualmente compite en la división de peso mediano de Ultimate Fighting Championship (UFC).
Vieira ha sido cuatro veces campeón del mundo de Jiu-jitsu brasileño y siete veces campeón de la Copa del Mundo. El estilo de Jiu-jitsu de Rodolfo muestra un conjunto muy diverso de habilidades, aliado con un estilo de pases de guardia de ritmo rápido, un gran cardio y una enorme destreza física, lo que le ha convertido en el peso pesado más dominante de los últimos años de Jiu-jitsu al dominar completamente la mayoría de sus combates. Está muy bien considerado por sus habilidades para pasar la guardia. Sus enfrentamientos recurrentes con Marcus Almeida se encuentran entre las rivalidades más famosas del Jiu-jitsu.

## Primeros años
Nacido en Río de Janeiro, Rodolfo comenzó a entrenar con Arlans Maia cuando tenía 13 años, porque se sentía con sobrepeso. Unos años más tarde se unió al equipo Gama Filho (ahora Grappling Fight Team) bajo la dirección de Julio Cesar Pereira, como cinturón púrpura, donde pasaría a recibir sus cinturones marrón y negro.

## Carrera de grappling
Rodolfo hizo por primera vez una impresión en la escena internacional en 2009, al ganar la Copa del Mundo de pruebas del norte de Brasil como un cinturón marrón en una división mixta de cinturón marrón y negro. Él pasó a ganar su división de la Copa del Mundo con una victoria sobre el dos veces campeón del mundo Braulio Estima, mientras que él era todavía un cinturón marrón, esto le valió el apodo de "cazador de cinturón negro". Tras el ascenso a cinturón negro, una lesión le dejó fuera de juego durante la mayor parte de 2010. Regresó en 2011 en la división de cinturones negros, primero ganando su división y el absoluto en el Campeonato Panamericano y luego repitiendo la hazaña en la Copa del Mundo y luego en el Campeonato Mundial, se enfrentó a Bernardo Faria en cinco de las seis finales. Vieira llegaría a competir en el Campeonato Mundial de Lucha por Sumisión ADCC 2011, tras derrotar a Joseph Lee Blaize y Antonio Peinado, perdió por gancho de talón ante Dean Lister, en las semifinales.
En 2012, tras ganar el doble oro en los Campeonatos de Europa y la Copa del Mundo de nuevo, acudió a los Campeonatos del Mundo. Sufrió una derrota ante Marcus Almeida en los cuartos de final de la división absoluta, pasó a derrotar a Xande Ribeiro para ganar su categoría de peso por segunda vez. En 2013 compitió en la Copa Podio de Brasil, donde ganó su división de peso y la absoluta. A continuación, compitió en la Copa del Mundo, donde ganó su división de peso pero quedó segundo en la absoluta perdiendo de nuevo ante Marcus Almeida.
En los Campeonatos del Mundo, Vieira retuvo su título en la categoría de -94 kg, pero perdió ante Almeida en la final del absoluto. En 2014, en un esfuerzo por derrotar a Marcus Almeida, Rodolfo subió de peso y pasó a la categoría de -100 kg. En el Mundial de 2014 ganó su categoría de peso al derrotar a Luiz Panza en la final, pero de nuevo fue derrotado por Marcus Almeida en la final absoluta, aunque el combate fue mucho más reñido que sus últimos enfrentamientos anteriores.

## Carrera de artes marciales mixtas
Vieira se retiró de competir en jiu-jitsu y realizó la transición a las artes marciales mixtas junto con su amigo y rival Marcus Almeida en 2016.

### Ultimate Fighting Championship

#### 2019
Tras acumular un récord de 5-0 en promociones brasileñas y rusas, Vieira fue firmado por UFC en junio de 2019.
Vieira debutó en UFC, enfrentándose a Oskar Piechota el 10 de agosto de 2019, en UFC Fight Night 156 . Ganó la pelea por sumisión en el segundo asalto.

#### 2020
Vieira se enfrentó a Saparbek Safarov el 7 de marzo de 2020, en UFC 248. Ganó la pelea por sumisión en el primer asalto.
Vieira estaba programado para enfrentarse a Markus Perez el 11 de octubre de 2020, en UFC Fight Night 179. Sin embargo, el 21 de septiembre, Vieira se retiró debido a una lesión en las costillas que se produjo en un entrenamiento.

#### 2021
Vieira estaba programado para enfrentarse a Anthony Hernandez el 16 de enero de 2021, en UFC on ABC 1. Sin embargo, Hernandez se retiró debido a una prueba positiva de COVID-19 y fueron reprogramados para el 13 de febrero de 2021, en UFC 258 . Perdió la pelea por sumisión en el segundo asalto.
Vieira se enfrentó a Dustin Stoltzfus el 17 de julio de 2021, en UFC on ESPN 26. Ganó la pelea por sumisión en el tercer asalto. Esta victoria lo hizo merecedor de su primer premio de Actuación de la Noche.

#### 2022
Vieira enfrentó a Chris Curtis el 25 de junio de 2022, en UFC on ESPN 38. Perdió la pelea por decisión unánime.
Vieira estaba programado para enfrentar a Cody Brundage el 19 de noviembre de 2022, en UFC Fight Night 215. Sin embargo, Vieira se retiró de la pelea por razones no reveladas y la pelea fue cancelada.

#### 2023
Vieira enfrentó a Cody Brundage el 29 de abril de 2023, en UFC on ESPN. Ganó la pelea por sumisión en el segundo asalto. Esta victoria lo hizo merecedor de su segundo premio de Actuación de la Noche.

#### 2024
Vieira enfrentó a Armen Petrosyan el 4 de noviembre de 2023, en UFC Fight Night 231. Sin embargo, la pele fue cancelada luego de que Petrosyan se enfermara durante el evento. El par fue reprogramado para el 10 de febrero de 2024, en UFC Fight Night 236. Ganó la pelea por sumisión en el primer asalto. Esta victoria lo hizo merecedor de su tercer premio de Actuación de la Noche.

## Campeonatos y logros

### Artes marciales mixtas
- Ultimate Fighting Championship
  - Actuación de la Noche (Tres veces) vs. Dustin Stoltzfus, Cody Brundage y Armen Petrosyan[38]
  - Mayor cantidad de arm-triangle chokes en la historia de UFC (4)[39]

### Grappling
- IBJJF
  - Campeón Mundial de la IBJJF (categorías de peso y peso absoluto) (2014/2013/2012/2011).[7]
  - Campeón de la IBJJF Pans (clases de peso y peso absoluto) Campeón (2011)[7]
  - Campeón del Abierto Europeo de la IBJJF (peso y peso absoluto) (2012)[7]
  - Subcampeón Mundial de la IBJJF (categoría de peso absoluta) (2014/2013/2012)[7]
- ADCC
  - Campeón de la ADCC (2015)[7]
  - Copa Pódio
  - Campeón de la Copa Pódio (2014/2013)[7]
  - IBJJF Europea
  - Campeón del Abierto Europeo de la IBJJF (peso y peso absoluto)(2012)[7]
  - UAEJJF Abu Dhabi
  - Campeón Mundial Profesional de la UAEJJF Abu Dhabi (categoría de peso absoluto)(2014)[7]
  - Campeón del Mundial Pro de la UAEJJ de Abu Dhabi (peso y peso absoluto)(2012/2011)[7]
  - CBJJ Brasileño
  - CBJJ Campeón de Brasil (peso y clases de peso absoluto)(2008 cinturón púrpura)[7]
  - Campeón Brasileño del CBJJ (peso y clases de peso absoluto) (2007 cinturón azul)[7]

## Récord en artes marciales mixtas
| Récord profesional | Récord profesional | Récord profesional |
| 12 peleas          | 10 victorias       | 2 derrotas         |
| ------------------ | ------------------ | ------------------ |
| Nocaut             | 2                  | 0                  |
| Sumisión           | 8                  | 1                  |
| Decisión           | 0                  | 1                  |

| Resultado | Récord | Oponente            | Método                        | Evento                                      | Fecha                 | Ronda | Tiempo | Localización      | Notas                  |
| --------- | ------ | ------------------- | ----------------------------- | ------------------------------------------- | --------------------- | ----- | ------ | ----------------- | ---------------------- |
| Victoria  | 10-2   | Armen Petrosyan     | Sumisión (arm-triangle choke) | UFC Fight Night: Hermansson vs. Pyfer       | 10 de febrero de 2024 | 1     | 4:48   | Las Vegas, Nevada | Actuación de la Noche. |
| Victoria  | 9-2    | Cody Brundage       | Sumisión (arm-triangle choke) | UFC on ESPN: Song vs. Simón                 | 29 de abril de 2023   | 2     | 1:28   | Las Vegas, Nevada | Actuación de la Noche. |
| Derrota   | 8-2    | Chris Curtis        | Decisión (unánime)            | UFC on ESPN: Tsarukyan vs. Gamrot           | 25 de junio de 2022   | 3     | 5:00   | Las Vegas, Nevada |                        |
| Victoria  | 8-1    | Dustin Stoltzfus    | Sumisión (rear-naked choke)   | UFC on ESPN: Makhachev vs. Moisés           | 17 de julio de 2021   | 3     | 1:54   | Las Vegas, Nevada | Actuación de la Noche. |
| Derrota   | 7-1    | Anthony Hernandez   | Sumisión (guillotine choke)   | UFC 258                                     | 13 de febrero de 2021 | 2     | 1:53   | Las Vegas, Nevada |                        |
| Victoria  | 7-0    | Saparbek Safarov    | Sumisión (arm-triangle choke) | UFC 248                                     | 7 de marzo de 2020    | 1     | 2:58   | Las Vegas, Nevada |                        |
| Victoria  | 6-0    | Oskar Piechota      | Sumisión (arm-triangle choke) | UFC Fight Night: Shevchenko vs. Carmouche 2 | 10 de agosto de 2019  | 2     | 4:26   | Montevideo        |                        |
| Victoria  | 5-0    | Vitaliy Nemchinov   | Sumisión (rear-naked choke)   | ACA 96                                      | 8 de junio de 2019    | 1     | 2:01   | Lodz              |                        |
| Victoria  | 4-0    | Jacob Holyman-Tague | Sumisión (rear-naked choke)   | ACB 88                                      | 16 de junio de 2018   | 1     | 3:51   | Brisbane          |                        |
| Victoria  | 3-0    | Alexander Neufang   | TKO (golpes)                  | ACB 82                                      | 9 de marzo de 2018    | 1     | 3:42   | São Paulo         | Debut en peso mediano. |
| Victoria  | 2-0    | Fagner Rakchal      | Sumisión (armbar)             | Shooto Brazil 74                            | 27 de agosto de 2017  | 3     | 4:47   | Río de Janeiro    |                        |
| Victoria  | 1-0    | Daniyar Zarylbekov  | Sumisión (rear-naked choke)   | Arzalet Fighting Globe Championship 1       | 10 de febrero de 2017 | 1     | 2:27   | São Paulo         |                        |